# Salares
Salares település Spanyolországban, Málaga tartományban. Salares Sedella, Canillas de Albaida és Arenas községekkel határos. Lakosainak száma 198 fő (2024).

## Népesség
A település népessége az elmúlt években az alábbi módon változott:
| Lakosok száma | 206  | 214  | 228  | 214  | 236  | 221  | 175  | 169  | 175  | 198  |
|               | 2001 | 2004 | 2007 | 2009 | 2012 | 2014 | 2017 | 2019 | 2022 | 2024 |